# مريم مزيان
مريم أمزيان (1930 - 29 مارس 2009) المعروفة ب مريم مزيان كانت فنانة تشكيلية مغربية. تُعرف مزيان بأنها أول امرأة مغربية اشتغلت في ميدان الفن التشكيلي، إذ أنها نشرت أول لوحاتها في بداية الخمسينيات من القرن العشرين. اشتغلت مريم مزيان في لوحتها على موضوع المرأة المغربية، بنظرة خاصة بها مختلفة عن طريقة الرسم الغربية للنساء المغربيات. كما رسمت البورتريه الشخصي، واشتغلت بصفة خاصة على الثقافة الأمازيغية والمناظر الطبيعية، مضيفة إليها لمسة تجريدية.

## حياتها
ولدت مريم مزيان سنة 1930 من عائلة ارستقراطية بقرية فرخانة في منطقة الريف شمال المغرب، خلال فترة الحماية الاسبانية. والدها كان ضابطا في الجيش الاسباني (الماريشال أمزيان)، مما جعل العائلة تنقل لاسبانيا ومريم لازالت في سن مبكر. عاشت بعد ذلك بين البلدين وتعلمت فنون الرسم في مدينة العرائش قبل أن تستقر بمدريد وتبدأ في إنتاج الرسوم والعرض منذ سنة 1953.
قبل استقلال المغرب، نظمت مزيان معرضا فنيا بالرباط، وكان ذلك أول معرض لامرأة فنانة مغربية ذات تكوين أكاديمي، افتتحه ولي العهد آنذاك المولى الحسن. انطلقت بعد ذلك مسيرتها بشكل أوسع ونظمت معارض دولية في كل من فرنسا وكندا والولايات المتحدة الأمريكية وتونس.
توفيت مريم مزيان سنة 2009، وتقديرا لاسهاماتها في الفن التشكيلي المغربي، أٌطلق اسمها على أحد فضاءات العرض بمتحف محمد السادس للفن الحديث والمعاصر بالرباط، كما احتفت بها عدد من الورشات والأحداث التي كرمتها واستحضرت ذاكرتها.

## روابط خارجية
- فيديو لقاء مريم مزيان مع التلفزيون الإسباني سنة 1953